# Ceratina neocallosa
Ceratina neocallosa är en biart som beskrevs av Daly 1983. Ceratina neocallosa ingår i släktet märgbin, och familjen långtungebin. Inga underarter finns listade i Catalogue of Life.